# Museum Küssaberg

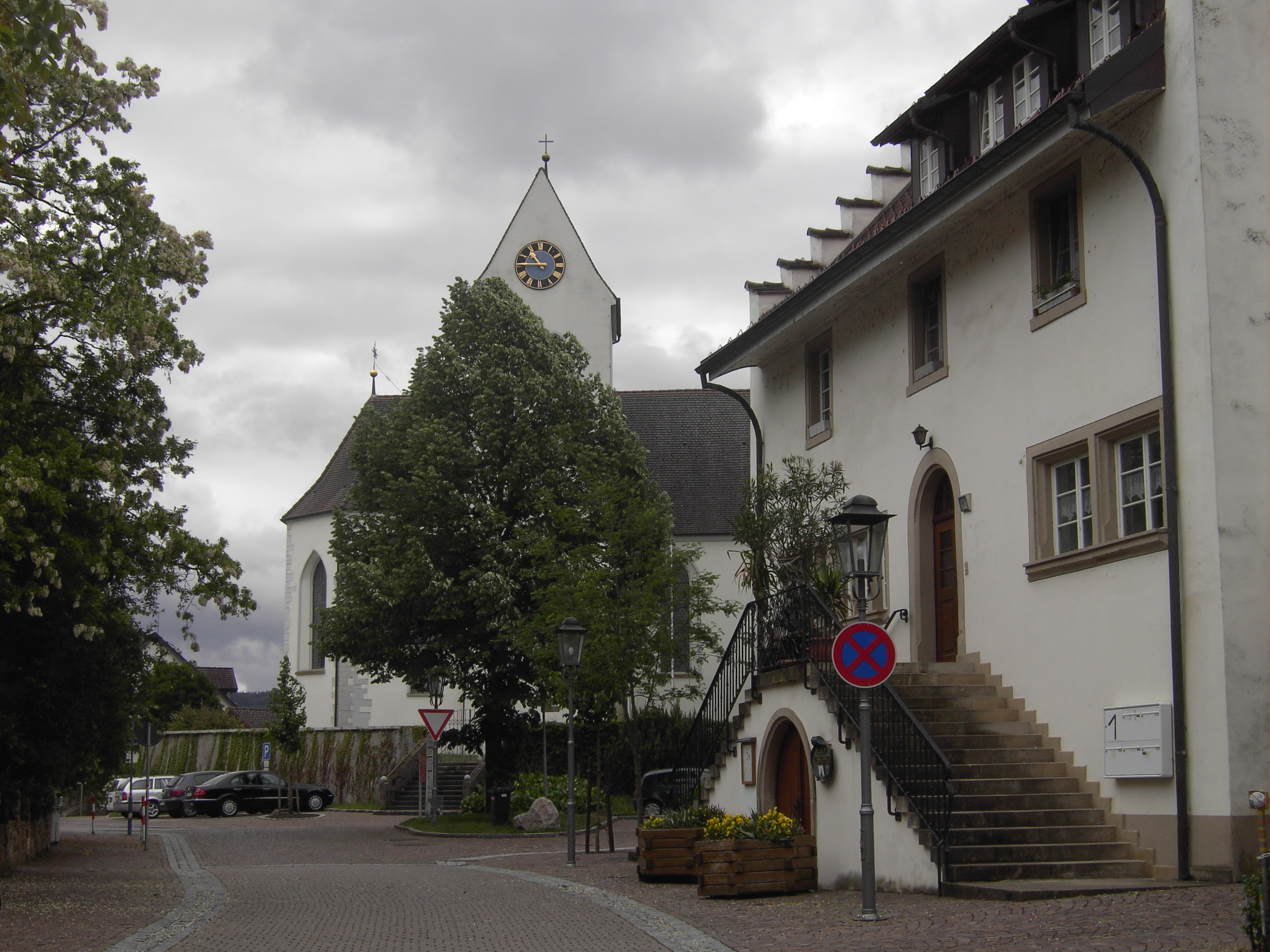
Das Jägerhaus in Rheinheim (Rechts)

Das Museum Küssaberg ist ein Heimatmuseum im Kaiserlichen Jagdhaus von 1525 und nachmaligen Alten Rathaus in Rheinheim der Gemeinde Küssaberg im Landkreis Waldshut und wurde am 29. September 1985 eröffnet. „Das Museum besteht aus den beiden gewölbten Kellerräumen des Gebäudes mit einer Gesamtausstellungsfläche von 110 m².“
Das Museum wurde 1983 auf Initiative des damaligen Bürgermeisters Paul Stoll durch die Interessengemeinschaft Museum Küssaberg geplant, die sich nach der Gründung als „Verein zur Förderung des Museums Küssaberg“ konstituierte.
Das Museum zeigt eine Dauerausstellung mit Funden der Römerzeit aus dem Römerlager Dangstetten und „einige Fundamentpfosten der spätrömischen und der mittelalterlichen Brücke zwischen Rheinheim und Zurzach/Schweiz, die von archäologischen Tauchern des Kantons Zürich aus dem Rhein geborgen wurden.“
Daneben finden wechselnde Ausstellungen zu vielfältigen Themen statt.